# WSŻ Gwardia Warszawa
WSŻ Gwardia Warszawa – polski klub żużlowy z Warszawy.
W rozgrywkach ligowych brał udział w roku 2000.
W sezonie 2001 do rozgrywek przystąpiło WTŻ Warszawa.

## Historia
Klub został powołany przy Gwardii Warszawa. Nawiązywał do tradycji warszawskich sekcji żużlowych: PKM-u, Skry i Legii. Wystartował w lidze w roku 2000. Przed sezonem 2001 na jego bazie powstało Warszawskie Towarzystwo Żużlowe.

## Sezony
| Sezon | Rozgrywki ligowe | Rozgrywki ligowe | Rozgrywki ligowe |
| Sezon | Liga             | Liga             | Miejsce          |
| ----- | ---------------- | ---------------- | ---------------- |
| 2000  | III              | II liga          | 4/7              |

| Poziom ligowy | Liczba sezonów | Sezony |
| ------------- | -------------- | ------ |
| III           | 1              | 2000   |